# Appius Annius Trebonius Gallus
Appius Annius Trebonius Gallus est un sénateur romain des Ier et IIe siècles, consul éponyme en 108 sous Trajan.

## Famille

### Ascendance
Trebonius Gallus est né dans la gens Annia et est un membre de la famille vénérable des Annii Regilli.
Son père est probablement  Appius Annius Gallus, consul suffect en 67 et lieutenant d'Othon pendant l’année des quatre empereurs puis commandant en Germanie supérieure en 70.
Sa mère est peut-être une noble s'appelant Trebonia. La jonction du nomen de sa mère avec le cognomen de son père indiquent que sont ascendants de Gaius Vibius Trebonianus Gallus et de son fils Gaius Vibius Volusianus.
Il est lié à la famille du futur triple consulaire Marcus Annius Verus. Ce dernier est lui-même proche de l'empereur romain Hadrien et père de l'impératrice Faustine l'Ancienne, épouse d'Antonin le Pieux. Faustine est la mère de l'impératrice Faustine la Jeune et tante de Marc Aurèle.

### Descendance
Il eut un probablement un fils, Appius Annius Trebonius Gallus, qui sert comme consul suffect en 139. Ce dernier épouse Atilia Caucidia Tertulla, fille de Marcus Atilius Metilius Bradua, le collègue de son père en 108. Ce couple a pour enfant Appius Annius Atilius Bradua, consul éponyme en 160, et Appia Annia Regila, épouse d'Hérode Atticus.

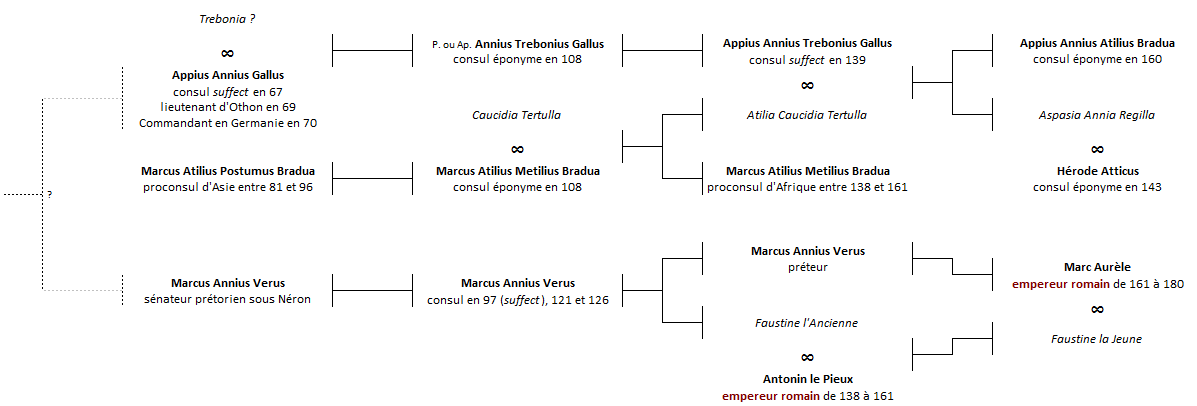
Les familles des Atilii Regilli et des Annii Trebonii et Veri sous les Flaviens et les Antonins. Arbre non exhaustif.

## Carrière connue
Trebonius Gallus sert comme consul éponyme en l'an 108 aux côtés de Marcus Atilius Metilius Bradua.
On ne sait rien d'autre de sa carrière.